# 常楽院 (調布市)
常楽院（じょうらくいん）は、東京都調布市にある天台宗の寺院。

## 歴史
天平年間（729年 - 749年）、行基によって開山された。当院の本尊も行基作と伝えられる。元々は現在の東京都台東区上野に位置しており、「宝王山常楽院長福寿寺」と称していた。
1945年（昭和20年）の東京大空襲で焼失してしまったため、戦後に現在地に移転した。現在地には「福増山延命院蓮蔵寺」という無住（住職不在）の寺があり、その寺を合併した。そして山号を継承し「福増山常楽院」と称することになった。
当院の著名な人物として、本多慈祐（本多鉄麿）がいる。第52世住職の慈祐は幼稚園「神代幼稚園」を運営する傍ら、作曲家「本多鉄麿」としての側面を持ち、仏教讃歌や園歌や校歌を作曲していた。鉄麿の曲で最も著名なのは「おもいでのアルバム」である。境内には「思い出のアルバム」の歌碑がある。

## 交通アクセス
- 仙川駅より徒歩4分。